# Rich Homie Quan
Dequantes Devontay Lamar (ur. 4 października 1989 w Atlancie, zm. 5 września 2024 tamże), lepiej znany pod pseudonimem Rich Homie Quan – amerykański raper, piosenkarz i autor tekstów. Wcześniej podpisał kontrakt z wytwórnią T.I.G. Entertainment, następnie współpracował z Motown Records. Wpływ na jego karierę muzyczną mieli tacy artyści jak: Jeezy, Gucci Mane, T.I., Lil Boosie, Lil Wayne, Kilo Ali, Outkast i Goodie Mob. Debiutancki album studyjny Quan'a o nazwie Rich as in Spirit został wydany 16 marca 2018 roku i zadebiutował na trzydziestym drugim miejscu amerykańskiej listy Billboard 200.

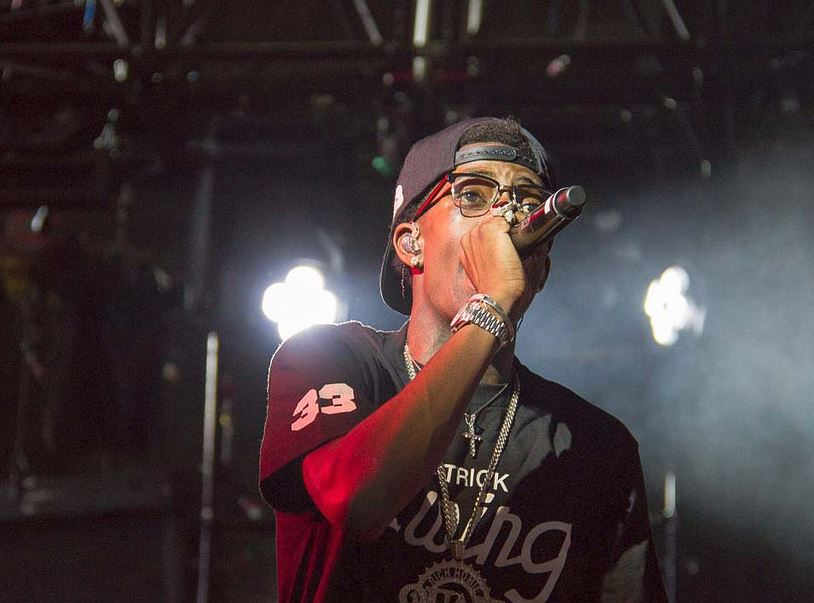
Rich Homie Quan w 2014.

## Problemy z prawem
W listopadzie 2016 r. Quan pozwał byłą wytwórnię „Think It’s A Game” o 2 miliony dolarów z powodu braku wydania mu pieniędzy. Zarówno Quan, jak i wytwórnia rozwiązali sprawę poza sądem.
W dniu 28 maja 2017 r. Quan został aresztowany wraz z czterema innymi osobami pod zarzutem posiadania narkotyków po zatrzymaniu na punkcie kontrolnym przy autostradzie numer 1 w Louisville w stanie Georgia. Policja twierdziła, że znalazła w pojeździe Quana heroinę, marihuanę, akcesoria do zażywania narkotyków i broń. Quan został oskarżony o posiadanie narkotyków z zamiarem ich dystrybucji.

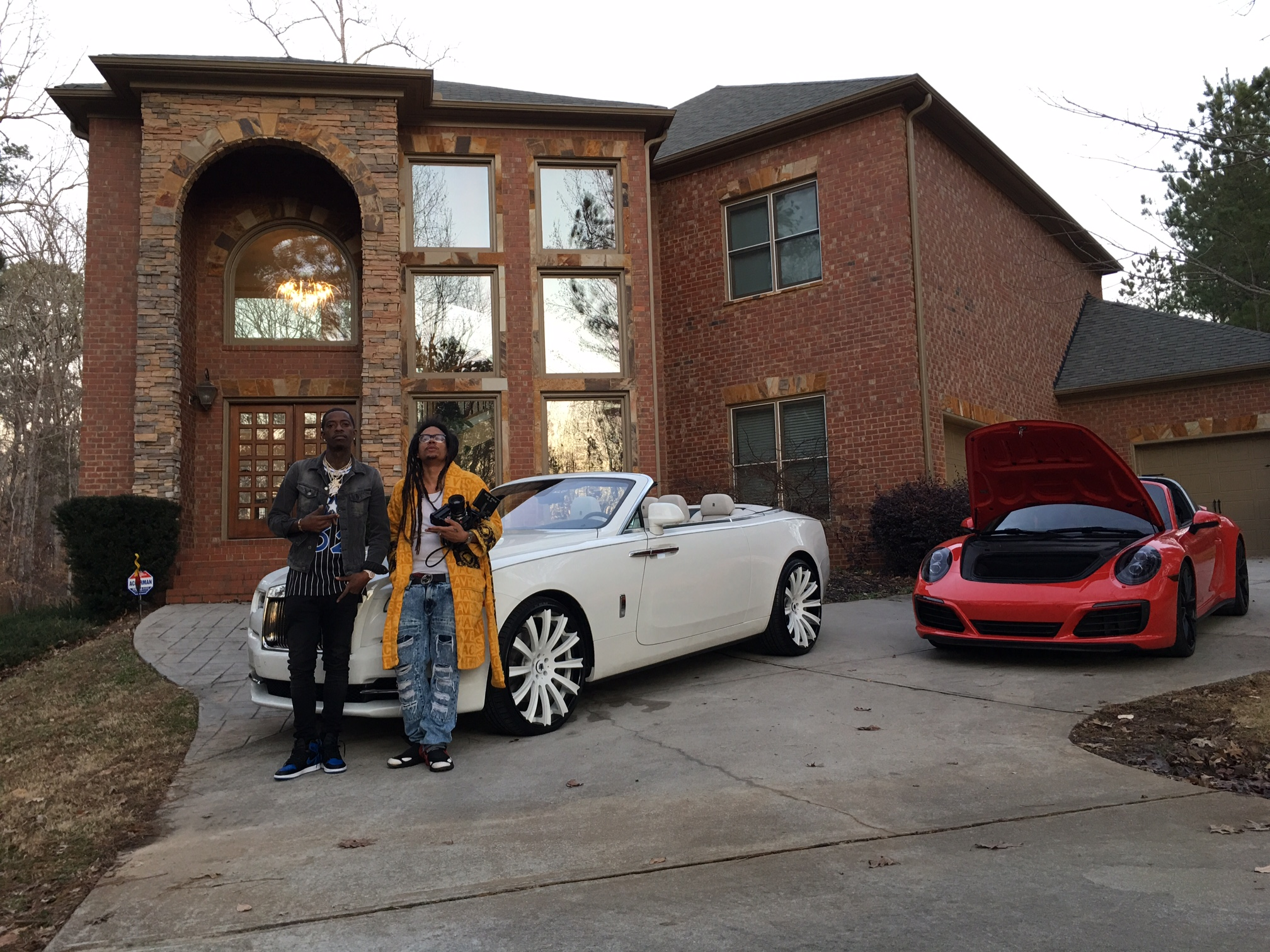
Rich Homie Quan w 2018

## Dyskografia

### Albumy
- Rich as in Spirit (2018)

#### Mixtape'y
- I Go In On Every Song (2012)
- Still Goin In (2012)
- Still Goin In: Reloaded (2013)
- Trust God F*ck 12 (z Gucci Mane) (2013)
- I Promise I Will Never Stop Going In (2013)
- If You Ever Think I Will Stop Goin' in Ask RR (Royal Rich) (2015)
- DTSpacely Made This (2015)
- ABTA: Still Going In (2015)
- Back to the Basics (2017)

##### EP
- Summer Sampler (2015)
- The Gif (2018)
- Coma (2019)